# クワミ・ブラウン
クワミ・ハサニ・ブラウン（Kwame Hasani Brown, 1982年3月10日 - ）は、アメリカ合衆国サウスカロライナ州チャールストン出身の元バスケットボール選手。主なポジションはセンター。

## 経歴
グリン・アカデミー高を卒業後、フロリダ大学に進学する予定だったが取り止め、2001年のNBAドラフトで全体の1位指名をワシントン・ウィザーズから受けNBA入りした。NBA史上で初めて高校卒業でのドラフト1位指名（後の高卒1位指名にはレブロン・ジェームズ、ドワイト・ハワードのみ）となった。更に、当時ウィザーズの選手編成担当のマイケル・ジョーダンに指名されたこともあり、期待が高まっていた。
しかし、ルーキーシーズンは思ったような活躍ができずに終わる。2年目、3年目と徐々に数字を伸ばしたが、4年目の04-05シーズンには怪我も手伝って不調。23年ぶりにプレイオフ1回戦の壁を破り、すばらしいシーズンを送ったチームとは裏腹に、ブラウンは練習の無断欠席により、プレイオフの出場停止処分を受けてしまい、ギルバート・アリーナスらチームメイトとの確執も表面化した。
04-05シーズン終了後、ウィザーズとの契約は更新されずフリーエージェントになり、サイン・アンド・トレードでロサンゼルス・レイカーズに移籍した。レイカーズでは3シーズン過ごしたものの成績はパッとせず出場時間も毎年減少し居場所を失っていく。そして2008年1月のパウ・ガソルとのトレード要員としてメンフィス・グリズリーズへ放出。グリズリーズでは過去最低の成績でシーズンを終えた。2008年のオフはグリズリーズと契約延長はされず、再びフリーエージェントとなりデトロイト・ピストンズと2年800万ドルで契約した。
ピストンズ移籍後、08-09シーズンは58試合に出場し、平均4.2得点、5.0リバウンド。09-10シーズンは48試合に出場し、平均3.3得点3.7リバウンドと高額契約の期待には応えられなかった。
シーズン後、かつて自身を指名したジョーダンがオーナーを務めるシャーロット・ボブキャッツへ移籍した。
2011年12月14日、ゴールデンステート・ウォリアーズへ移籍するも
2012年3月13日、アンドリュー・ボーガットとのトレードで、モンタ・エリス、エペイ・ウドゥと共にミルウォーキー・バックスに放出。ウォリアーズ在籍時の負傷の為に、バックスでは不出場に終わる。
2012年7月20日、フィラデルフィア・セブンティシクサーズへ移籍。 2013年11月20日、シクサーズを解雇され、その後は引退状態となった。

## 評価
史上初の高卒でのNBAドラフト全体1位指名を受けた選手だが、これまでのブラウンの成績は一流のビッグマンとはかけ離れたものであるばかりか、その成績は年々右肩下がりでチームでもお払い箱の状態になっていった。オフェンス能力は乏しく、期待されたディフェンス面でもブロックショットやリバウンドなどセンターとして及第点には至らなかった。さらにコート外でも非常に問題行動が多く、ブラウンは近年のドラフトにおいての最悪の失敗例とまで揶揄されてしまった。
しかし、デトロイト・ピストンズとの契約の際、世間の評価とは裏腹に非常に高評価を受けての契約だった。当時のピストンズのGMはNBAでも評価の高い敏腕のジョー・デュマースであったが、上記のとおり期待を裏切る結果となった。
ただ、ドラフト全体1位の肩書きに拘らなければ、控えとしてはまずまずという擁護的な評価もあった。

## NBA個人成績

### レギュラーシーズン
| シーズン | チーム                           | GP  | GS  | MPG  | FG%  | 3P%  | FT%  | RPG | APG | SPG | BPG | PPG  |
| -------- | -------------------------------- | --- | --- | ---- | ---- | ---- | ---- | --- | --- | --- | --- | ---- |
| 2001–02  | ワシントン・ウィザーズ           | 57  | 3   | 14.3 | .387 | .000 | .707 | 3.5 | .8  | .3  | .5  | 4.5  |
| 2002–03  | ワシントン・ウィザーズ           | 80  | 20  | 22.2 | .446 | .000 | .668 | 5.3 | .7  | .6  | 1.0 | 7.4  |
| 2003–04  | ワシントン・ウィザーズ           | 74  | 57  | 30.3 | .489 | .500 | .683 | 7.4 | 1.5 | .9  | .7  | 10.9 |
| 2004–05  | ワシントン・ウィザーズ           | 42  | 14  | 21.6 | .460 | .000 | .574 | 4.9 | .9  | .6  | .4  | 7.0  |
| 2005–06  | ロサンゼルス・レイカーズ         | 72  | 49  | 27.5 | .526 | .000 | .545 | 6.6 | 1.0 | .4  | .6  | 7.4  |
| 2006–07  | ロサンゼルス・レイカーズ         | 41  | 28  | 27.6 | .591 | .000 | .440 | 6.0 | 1.8 | 1.0 | 1.2 | 8.4  |
| 2007–08  | ロサンゼルス・レイカーズ         | 23  | 14  | 22.1 | .515 | .000 | .406 | 5.7 | 1.2 | .7  | .8  | 5.7  |
| 2007–08  | メンフィス・グリズリーズ         | 15  | 1   | 13.6 | .487 | .000 | .412 | 3.8 | 1.1 | .4  | .3  | 3.5  |
| 2008–09  | デトロイト・ピストンズ           | 58  | 30  | 17.2 | .533 | .000 | .516 | 5.0 | .6  | .4  | .4  | 4.2  |
| 2009–10  | デトロイト・ピストンズ           | 48  | 1   | 13.8 | .500 | .000 | .337 | 3.7 | .5  | .3  | .3  | 3.3  |
| 2010–11  | シャーロット・ボブキャッツ       | 66  | 50  | 26.0 | .517 | .000 | .589 | 6.8 | .7  | .4  | .6  | 7.9  |
| 2011–12  | ゴールデンステート・ウォリアーズ | 9   | 3   | 20.8 | .525 | .000 | .441 | 6.3 | .4  | .9  | .0  | 6.3  |
| 2012–13  | フィラデルフィア・76サーズ       | 22  | 11  | 12.2 | .459 | .000 | .368 | 3.4 | .4  | .3  | .5  | 1.9  |
| Career   |                                  | 607 | 281 | 22.1 | .492 | .111 | .570 | 5.5 | .9  | .5  | .6  | 6.6  |

### プレーオフ
| シーズン | チーム                   | GP | GS | MPG  | FG%  | 3P%  | FT%  | RPG | APG | SPG | BPG | PPG  |
| -------- | ------------------------ | -- | -- | ---- | ---- | ---- | ---- | --- | --- | --- | --- | ---- |
| 2005     | ワシントン・ウィザーズ   | 3  | 0  | 20.0 | .385 | .000 | .556 | 5.0 | 1.0 | .0  | .7  | 5.0  |
| 2006     | ロサンゼルス・レイカーズ | 7  | 7  | 32.1 | .523 | .000 | .710 | 6.6 | 1.0 | .3  | .9  | 12.9 |
| 2007     | ロサンゼルス・レイカーズ | 5  | 5  | 26.6 | .528 | .000 | .556 | 5.6 | .2  | .2  | .8  | 8.6  |
| 2009     | デトロイト・ピストンズ   | 3  | 0  | 16.0 | .375 | .000 | .750 | 5.0 | .0  | .0  | 1.0 | 3.0  |
| Career   |                          | 18 | 12 | 25.9 | .500 | .000 | .660 | 5.8 | .6  | .2  | .8  | 8.7  |

### キャリアハイ
- 得点: 30 サクラメント・キングス戦 2004/03/17
- リバウンド: 19 サクラメント・キングス戦 2004/03/17
- アシスト: 7 アトランタ・ホークス戦 2006/12/08
- スティール: 5 メンフィス・グリズリーズ戦 2009/03/15
- ブロック: 6 ボストン・セルティックス戦 2002/10/31